# Marc Rocco
Marc Daniel Rocco (* 19. Juni 1962 in Los Angeles, Kalifornien; † 1. Mai 2009 ebenda) war ein US-amerikanischer Filmregisseur, Drehbuchautor und Filmproduzent.

## Leben
Marc Daniel Rocco wurde als Sohn von Harvey King und Sandra Elaine Garrett geboren. Nach der Scheidung heiratete Garrett später den Schauspieler Alex Rocco, von dem Marc Rocco adoptiert wurde. Bereits mit 15 Jahren assistierte Rocco dem Regisseur Richard Rush bei dessen Actionkomödie Der lange Tod des Stuntman Cameron. Mit 24 debütierte er als Regisseur mit dem Musikfilm Schmutziger Ruhm. Es folgten mit Dream a Little Dream, Straßenkinder und Murder in the First drei weitere Filme als Regisseur.
Am 1. Mai 2009 starb Rocco im Alter von 46 Jahren in Northridge (Los Angeles) ohne erkennbare Gründe im Schlaf.

## Filmografie (Auswahl)
- 1987: Schmutziger Ruhm (Scenes from the Goldmine)
- 1989: Dream a Little Dream
- 1992: Straßenkinder (Where the Day Takes You)
- 1995: Murder in the First
- 2005: The Jacket